# Walter Hagen
Walter Charles Hagen (* 21. Dezember 1892 in Rochester, New York; † 6. Oktober 1969 in Traverse City, Michigan) war ein amerikanischer Profigolfer. Mit seinen elf Major Siegen war er einer der erfolgreichsten Golfer der ersten Hälfte des 20. Jahrhunderts und der Wegbereiter des professionellen Golfsports.

## Die Erfolge
Walter Hagen gewann die US Open zweimal, war 1922 der erste Amerikaner, der bei der Open Championship siegte (insgesamt viermal) und konnte die PGA Championship fünfmal für sich entscheiden. Er verbuchte weitere 34 Siege in nordamerikanischen Turnieren – die PGA TOUR gab es damals noch nicht – und war Kapitän (fünfmal als Aktiver, einmal als non-playing) in den ersten sechs Ryder Cup Begegnungen. Das vierte Major Turnier, das Masters, wurde erst eingerichtet, als Hagen seinen sportlichen Höhepunkt schon überschritten hatte. Stattdessen gewann er die Western Open fünfmal, ein Turnier, das zu jener Zeit als „Major“ angesehen wurde.
Hagen wird unbestritten als bester Spieler aller Zeiten im Matchplay (Lochwettspiel) angesehen. Er verlor zwischen 1921 und 1928 von 33 Wettspielen in diesem Modus nur ein einziges. Hagen besiegte Bobby Jones 1926 in einem 72-Loch-Wettkampf, der damals den besten Spieler der Golfgeschichte ermitteln sollte, mit dem eindeutigen Ergebnis von 12 & 11 (das heißt, nach 61 Loch war das Match bereits entschieden). Der fassungslose Bobby Jones meinte nachher: “When a man misses his drive, and then misses his second shot, and then wins the hole with a birdie, it gets my goat.” (deutsch: „Wenn ein Mann seinen Drive verschlägt und danach seinen zweiten Schlag verschlägt und dann das Loch mit einem Birdie gewinnt, bringt mich das auf die Palme“) In der Tat war Walter Hagen in der Lage, seine oft mäßigen Abschläge und Fairway-Schläge mit seinem herausragenden kurzen Spiel rund ums Grün auszubessern und im Putten gehörte er ohnehin zu den Allerbesten.
Hagen war auch ein sehr begabter Baseballer, aber er verzichtete auf ein Probespiel für die Philadelphia Phillies, um bei einem Golfturnier antreten zu können. In derselben Woche wurde er US Open Champion und entschied sich endgültig für eine Golfkarriere.

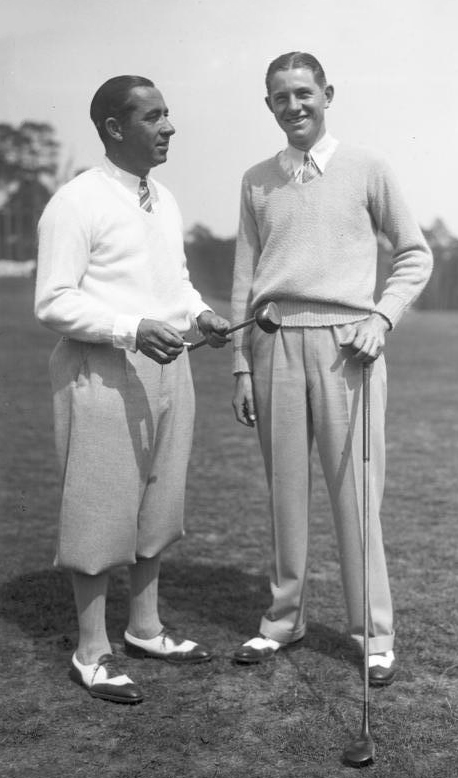
Walter Hagen (links) und Horton Smith 1929 in Berlin

## Die Pioniertätigkeit
Walter Hagen wurde zur Schlüsselfigur in der Entwicklung des professionellen Golfsports in einer Ära, als noch die Amateure die Oberhand hatten. Das galt besonders für Großbritannien, dem damals führenden Land im wettkampfmäßigen Golf. Berufsgolfer durften in diesen Zeiten oft nicht die Annehmlichkeiten eines Klubhauses nutzen, und zumeist jenes nicht einmal durch den Haupteingang betreten. Bei der Open Championship 1922 im Royal St. George’s Golf Club mietete sich Hagen eine Luxuslimousine, verwendete diese als Umkleideraum und nahm seine Mahlzeiten dort ein, weil es ihm nicht erlaubt war, das Klubhaus zu betreten. Ein anderes Mal weigerte er sich, seinen Siegespreis im Klubhaus entgegenzunehmen, weil ihm vor dem Wettbewerb der Zutritt verwehrt wurde.
Hagen wurde zum weltweit ersten Vollzeit-Berufsgolfer im Turniergeschehen und war auch der erste Klub-Professional im heute legendären Oakland Hills Country Club, in Bloomfield Hills, Michigan (zuletzt Austragungsort des Ryder Cup 2004).
Mit Mut und Hartnäckigkeit kämpfte Walter Hagen für die Anerkennung des Berufsgolfer-Status und verbesserte deren Einkünfte. Er dürfte der erste Sportler gewesen sein, der in seiner Karriere mehr als eine Million Dollar verdient hat. Hagen sagte dazu einst, dass er nie anstrebte Millionär zu werden, sondern nur, wie ein Millionär zu leben. Gene Sarazen, der zehn Jahre lang sein Schüler war, meinte, Profigolfer sollten jedes Mal ein leises Danke an Walter Hagen richten, wenn sie einen Preisscheck zwischen den Fingern hielten. Denn es wäre Hagen gewesen, der den professionellen Golfsport zu dem machte, was er heute sei.
Walter Hagen starb als hoch angesehene Persönlichkeit im Alter von 76 Jahren. Einer der Sargträger war Arnold Palmer. Hagen wurde 1974 in die Ruhmeshalle des Welt-Golfsports World Golf Hall of Fame aufgenommen.

## Die Majorsiege
- US Open: 1914, 1919.
- Open Championship: 1922, 1924, 1928, 1929.
- PGA Championship:1921, 1924, 1925, 1926, 1927.

## Die Turniersiege
- 1914: US Open
- 1916: Metropolitan Open, Shawnee Open, Western Open
- 1918: North and South Open
- 1919: US Open, Metropolitan Open
- 1920: Florida West Coast Open, Metropolitan Open, Bellevue C.C. Open, Open de France
- 1921: Western Open, Michigan Open, PGA Championship
- 1922: Deland Open Championship, Florida West Coast Open, White Sulfur Springs Open, Open Championship
- 1923: Texas Open, Florida West Coast Open, Asheville-Biltmore Open Championship, North and South Open, Kansas Mid-Continent Pro Championship (geteilt mit Joe Kirkwood, Sr.)
- 1924 North and South Open, Metropolitan PGA, Open Championship, PGA Championship, Princess Anne C.C. Open
- 1925: PGA Championship
- 1926: Florida West Coast Open, Eastern Open Championship, Western Open, PGA Championship
- 1927: Western Open, PGA Championship
- 1928: Open Championship
- 1929: Long Beach Open, Miami International Four-Ball (mit Leo Diegel), Open Championship, Great Lakes Open
- 1931: Coral Gables Open, Canadian Open
- 1932: Western Open, St. Louis Open
- 1933: Tournament of the Gardens Open
- 1935: Gasparilla Open-Tampa
- 1936: Inverness Four-Ball (mit Ky Laffoon)